# بيت الماس السفلى (النادرة)

تعديل مصدري - تعديل

بيت الماس السفلى هي إحدى قرى عزلة مقنع الأعلى بمديرية النادرة التابعة لمحافظة إب، بلغ تعداد سكانها 284 نسمة حسب تعداد اليمن لعام 2004.